# La Voix du Luxembourg
La Voix du Luxembourg fue un periódico en lengua francesa, publicado en Luxemburgo entre 2001 y 2011.

## Historia
Publicado por Saint-Paul Luxembourg, La Voix fue suplemento en lengua francesa insignia de Luxemburger Wort , hasta que se convirtió en un periódico independiente en el año 2001. Este rotativo se publicaba diariamente de lunes a sábado.
La Voix tenía su sede en la ciudad de Luxemburgo, y su línea editorial era conservadora. El periódico recibió una cantidad total de 933 221€ en concepto de subvenciones en el año 2009.
La circulación de La Voix fue de 9,909 copias en 2003. Para 2004, el periódico tenía una tirada de 4000 ejemplares. En 2006, su circulación fue de 8529 copias. Posteriormente, en 2010, la tirada del tabloide fue también de 4000 ejemplares.
La última edición de La Voix fue publicada el 30 de septiembre de 2011.